# Tetrosomus concatenatus
A Tetrosomus concatenatus a sugarasúszójú halak (Actinopterygii) osztályának gömbhalalakúak (Tetraodontiformes) rendjébe, ezen belül a bőröndhalfélék (Ostraciidae) családjába tartozó faj.

## Előfordulása
A Tetrosomus concatenatus elterjedési területe a Csendes-óceán nyugati része és az Indiai-óceán. Ez a hal megtalálható Kelet-Afrikától Dél-Japánig és Új-Kaledóniáig.

## Megjelenése
Ez a halfaj legfeljebb 30 centiméter hosszú. A hímeken kék vonal és pontok találhatók, de ezek nem tartanak soká.

## Életmódja
A Tetrosomus concatenatus tengeri halfaj, amely a korallzátonyok közelében él. 60 méteres mélységbe is leúszik. Néha az iszapos öblökbe és folyótorkolatokba is beúszik. Tápláléka szivacsokból (Porifera) áll.